# Истинная красота
«Истинная красота» (англ. True Beauty, кор. 여신강림 Ёсинганлим) — южнокорейский телесериал 2020—2021 года, основанный на одноимённом вебтуне от Yaongyi. В главных ролях: Мун Гаён, Чха Ыну, Хван Ин Ёп и Пак Юна. Сюжет дорамы посвящён старшекласснице, которая после издевательств и дискриминации из-за того, что её считали «уродливой», овладела искусством макияжа, чтобы превратиться в великолепную «богиню». Сериал транслировался на телеканале tvN с 9 декабря 2020 года по 4 февраля 2021 года, каждую среду и четверг в 22:30 (KST).

## Сюжет
18-летняя старшеклассница Лим Джу Гён (Мун Гаён), у которой есть комплекс неполноценности в отношении своей внешности, постоянно подвергалась дискриминации со стороны семьи и издевательствам со стороны сверстников из-за того, что считалась «уродливой». Она начинает учиться пользоваться макияжем, просматривая в Интернете обучающие видео по макияжу. Когда она овладевает этим искусством незадолго до перехода в новую школу, её преображение оказывается преобразующим, поскольку она быстро поднимается к славе, а сверстники называют её «богиней».
Несмотря на свою новообретенную популярность, Джу Гён по-прежнему считает себя уродливой и больше всего боится, что сверстники увидят её настоящее лицо. Это, к сожалению, сбывается, когда её лицо красивый одноклассник Ли Су Хо (Чха Ыну), с которым она ранее сталкивалась с обнаженным лицом несколько раз, узнает её вне её макияжа. Су Хо очень популярен среди учениц в школе, но он ненавидит быть постоянным центром внимания. У него есть свои страхи, и он хранит темную тайну — трагический случай в прошлом, — который преследует его в течение долгого времени. Он и его бывший лучший друг Хан Со Джун (Хван Ин Ёп) дистанцировались друг от друга из-за этого инцидента. Джу Гён и её друзья Су Хо и Со Джун вскоре завязывают маловероятные отношения, разгадывая секреты, делясь своей болью, растя вместе и ища утешения друг в друге.

## В ролях
- Мун Гаён — Лим Джу Гён[2]
- Чха Ыну — Ли Су Хо[3]
- Хван Ин Ёп — Хан Со Джун[4]
- Пак Юна — Кан Су Джин[5]

## Трансляция
Телесериал транслировался по среду и четверг в 22:30 (КСТ) на южнокорейском телеканале tvN.
| Номер | Дата показа     | Название |
| ----- | --------------- | -------- |
| 1     | 9 декабря 2020  | Серия 1  |
| 2     | 10 декабря 2020 | Серия 2  |
| 3     | 16 декабря 2020 | Серия 3  |
| 4     | 17 декабря 2020 | Серия 4  |
| 5     | 23 декабря 2020 | Серия 5  |
| 6     | 24 декабря 2020 | Серия 6  |
| 7     | 6 января 2021   | Серия 7  |
| 8     | 7 января 2021   | Серия 8  |
| 9     | 13 января 2021  | Серия 9  |
| 10    | 14 января 2021  | Серия 10 |
| 11    | 20 января 2021  | Серия 11 |
| 12    | 21 января 2021  | Серия 12 |
| 13    | 27 января 2021  | Серия 13 |
| 14    | 28 января 2021  | Серия 14 |
| 15    | 3 февраля 2021  | Серия 15 |
| 16    | 4 февраля 2021  | Серия 16 |